# Bryce Jordan Center
Das Bryce Jordan Center ist eine Mehrzweckhalle auf dem Campus der Pennsylvania State University in der Gemeinde State College im US-Bundesstaat Pennsylvania. Sie ist im Besitz der Pennsylvania State University, bietet 15.261 Plätze bei Basketballspielen und kostete 55 Mio. US-Dollar.

## Geschichte
Die Halle ist Spielort der Frauen- und Männer-College-Basketballmannschaften (Penn State Nittany Lions) der Universität. Sie ersetzte das Recreation Building (kurz: Rec Hall) von 1927 als Heimat der Uni-Basketballer. Die Mannschaften im Turnen (Frauen und Männer), Volleyball (Frauen und Männer) und Ringen (Männer) nutzen die alte Halle weiter. Der Bau trägt den Namen von Bryce Jordan (1924–2016), dem 14. Präsidenten der Pennsylvania State University (1983–1990).
Die Veranstaltungshalle liegt südlich nahe dem Beaver Stadium, dem College-Football-Stadion der Penn State. Neben den Sportveranstaltungen finden im Center auch Konzerte und Shows statt. Künstler und Bands wie u. a. die Dave Matthews Band, Garth Brooks, KISS, die Jonas Brothers, Luke Bryan, Jay-Z, Taylor Swift, Justin Timberlake, Aerosmith, Bruce Springsteen, Kanye West, The Weeknd, Janet Jackson, Elton John, Kevin Hart, Metallica oder Billy Joel traten hier auf. Metallica gab am 20. Oktober 2018 vor der Rekordkulisse von 15.588 Zuschauern ein Konzert.